# Zákon o Ústavním soudu (1993)
Zákon o Ústavním soudu je zákon upravující organizaci a řízení před Ústavním soudem České republiky. Zákon byl přijat dne 16. června 1993 Parlamentem České republiky a vyhlášen pod č. 182/1993 Sb.

## Systematika zákona
- Část první: Organizace Ústavního soudu (§ 1–26) – upravuje postavení předsedy, místopředsedů, dalších soudců i jejich asistentů, kromě toho především rozhodování v plénu a v jednotlivých senátech
- Část druhá: Řízení před Ústavním soudem (§ 27–125f)
  - Hlava první: Obecná ustanovení (§ 27–63) – upravuje zejména obecné otázky zahájení řízení, okruh jeho účastníků, možnost vyloučení soudců a jednotlivé úkony v řízení, které provádí při nebo mimo ústní jednání účastníci, soudce zpravodaj a senát, a nakonec rozhodnutí formou nálezu nebo usnesení, včetně Sbírky nálezů a usnesení Ústavního soudu
  - Hlava druhá: Zvláštní ustanovení (§ 64–125f)
    - Oddíl první: Řízení o zrušení zákonů a jiných právních předpisů
    - Oddíl druhý: Řízení o souladu mezinárodních smluv podle čl. 10a a čl. 49 Ústavy s ústavními zákony
    - Oddíl třetí: Řízení o ústavních stížnostech
    - Oddíl čtvrtý: Řízení o opravném prostředku proti rozhodnutí ve věci ověření volby poslance nebo senátora
    - Oddíl pátý: Řízení v pochybnostech o ztrátě volitelnosti a o neslučitelnosti výkonu funkcí poslance nebo senátora podle čl. 25 Ústavy
    - Oddíl šestý: Řízení o ústavní žalobě proti prezidentu republiky
    - Oddíl sedmý: Řízení o návrhu prezidenta republiky na zrušení usnesení Poslanecké sněmovny a Senátu podle čl. 66 Ústavy
    - Oddíl osmý: Řízení o opatřeních nezbytných k provedení rozhodnutí mezinárodního soudu
    - Oddíl devátý: Řízení ve sporech o rozsah kompetencí státních orgánů a orgánů územní samosprávy
    - Oddíl desátý: Řízení ve věcech referenda o přistoupení České republiky k Evropské unii
- Část třetí: Platové poměry soudce a asistenta (§ 126–131) – zrušena
- Část čtvrtá: Kárné provinění a kárné řízení (§ 132–144)
- Část pátá: Přechodná a závěrečná ustanovení (§ 145–150)